# Liste de musées au Mexique

## Mexico
- Musée Anahuacalli
- Casa Azul (musée Frida-Kahlo)
- Casa del Lago
- Centro Cultural Sor Juana Inés de la Cruz
- Centro de la Imagen
- Globo Museo del niño en Guadalajara
- Museo Andrés Blaisten
- Museo de Arte Carrillo Gil
- Musée Dolores-Olmedo
- Museo de la Ciudad de México
- Museo Mural Diego Rivera
- Museo Nacional de la Revolución
- Museo de Arte Moderno
- Museo de Arte Popular
- Museo de Historia Natural de la Ciudad de México
- Museo de la Filatelia
- Museo de la Luz
- Museo del Automóvil
- Museo del Templo Mayor
- Museo Casa Estudio Diego Rivera y Frida Kahlo
- Museo Franz Mayer
- Museo José Luis Cuevas
- Museo Nacional de Antropología
- Museo Nacional de Arte
- Museo Nacional de Historia
- Museo Nacional de la Acuarela "Alfredo Guati Rojo"
- Museo Nacional de la Estampa
- Museo Nacional de las Culturas
- Museo Nacional de las Intervenciones
- Museo Nacional de San Carlos
- Museo de la Secretaría de Hacienda y Crédito Publico, Antiguo Palacio del Arzobispado
- Museo Soumaya
- Museo Tamayo Arte Contemporáneo
- Museo Universitario de Ciencias y Artes
- Museo Universitario del Chopo
- Palacio de Bellas Artes
- Papalote, Museo del Niño
- Sala de Arte Público Siqueiros
- Antiguo Colegio de San Ildefonso
- Universum Museo de las Ciencias

## Aguascalientes
- Museo Regional de Historia (Aguascalientes)
- Mueso de la Insurgencia (Aguascalientes)
- Museo José Guadalupe Posada (Aguascalientes)
- Museo Nacional de la Muerte (Aguascalientes)

## Basse-Californie
- Museo de las Californias (Tijuana)
- Centro Cultural Tijuana (Tijuana)

## Basse-Californie du Sud
- Museo de las Misiones Jesuíticas de Baja California Sur (Loreto)
- Museo Regional de Antropología E Historia de Baja California Sur (La Paz)
- Museo comunitario de la Ballena (La Paz)

## Campeche
- Museo de la Arquitectura Maya Baluarte de la Soledad (Campeche)
- Museo Histórico de San José el Alto Barcos y Armas (Campeche)
- Museo Arqueológico de Campeche, Fuerte de San Miguel (Campeche)
- Museo Arqueológico de Camino Real (Hecelchakán)
- Museo de Calakmul (Calakmul)

## Chiapas
- Café Museo Café (San Cristóbal de Las Casas)
- Museo Mesoamericano del Jade (San Cristóbal de Las Casas)
- Museo Na-Bolom (San Cristóbal de Las Casas)

## Chihuahua
- Museo de la Lealtad Republicana (Chihuhua)
- Museo Calabozo de Hidalgo (Chihuahua)
- Museo Arocena (Torreón)

## Coahuila
- Museo del Desierto (Saltillo)
- Museo de las Aves de México (Saltillo)

## Colima
- Museo Universitario de Artes Populares María Teresa Pomar (Colima)

## Durango
- Museo de Sitio La Ferrería (Durango)

## Guanajuato
- Museo de las Momias de Guanajuato (Guanajuato)
- Centro de Ciencias Explora (Guanajuato)
- Museo Iconográfico del Quijote (Guanajuato)

## Guerrero
- Museo Guillermo Spratling (Taxco)
- Museo de Arte Virreinal de Taxco (Taxco)
- Museo de la Platería (Taxco)
- Casa de la Mascara (Acapulco)

## État d'Hidalgo
- Museo de Minería de Pachuca (Pachuca)

## Jalisco
- Museo de Arqueología de Occidente (Guadalajara)
- Museo de las Artes de la Universidad de Guadalajara (Guadalajara)
- Museo de Cera (Guadalajara)
- Museo del Ejército y Fuerza Aérea (Guadalajara)
- Museo de Paleontología de Guadalajara, Federico A. Solórzano Barreto (guadalajara)
- museo de las Artes populares de Jalisco (Guadalajara)
- Musée Raúl Anguiano (Guadalajara)
- Museo del Cuale (Puerto Vallarta)
- Museo Casa Agustín Rivera (Lagos de Moreno)
- Museo Etnográfico Huichol Wixxarika (Zapopan)
- Museo de Arte de Zapopan (Zapopan)
- Museo Arqueológico de Ciudad Guzmán (Ciudad Guzmán)

## État du Mexique
- Museo Nacional del Virreinato (Tepotzotlán)

## Michoacán
- Museo Regional Michoacano (Morelia)

## Morelos
- Museo Regional Cuauhnáhuac (Palacio Cortés) (Cuernavaca)
- Museo Robert Brady (Cuernavaca)

## Nayarit
- Museo regional de Nayarit (Tepic)
- Museo de los Cincos Pueblos (Tepic)

## Nuevo León
- Musée d'histoire mexicaine (Monterrey)
- Museo del vidrio (Monterrey)

## Oaxaca
- Museo de las Culturas de Oaxaca (Oaxaca)
- Instituto de Artes Gráficas de Oaxaca (Oaxaca)
- Museo de Arte Contemporáneo de Oaxaca (Oaxaca)
- El Centro Fotográfico Álvarez Bravo (Oaxaca)

## Puebla
- Museo Nacional de los Ferrocarriles Mexicanos (musée national des chemins de fer mexicains) (Puebla)
- Museo Amparo (Puebla)

## Querétaro
- Museo Regional de Querétaro (Santiago de Querétaro)
- Museo de Arte de Querétaro (Santiago de Querétaro)
- Museo de la Casa de la Zacatecana (Santiago de Querétaro)
- Museo de la Restauración de la República (Santiago de Querétaro)
- Museo Fundación Santiago Carbonell (Santiago de Querétaro)
- Museo Histórico de la Sierra Gorda (Jalpan de Serra)

## Quintana Roo
- Museo Maya de Cancún (Cancún)
- Museo Subacuático de Arte (Cancun)
- Museo de la Isla de Cozumel (Cozumel)
- Museo de la Prehistoria Parque Dos Ojos (Tulum)
- Museo de la Cultura Maya (Chetumal)

## San Luis Potosí
- Museo de Arte Contemporáneo (San Luis Potosí)
- Museo Regional Potosino (San Luis Potosí)
- Museo del Virreinato (San Luis Potosí)
- Museo de la Cultura Huasteca (Ciudad Valles)

## Sinaloa
- Centro de Ciencias de Sinaloa (Culiacán)
- Museo de Arte de Sinaloa (Culiacán)

## Sonora
- Museo de sonora (Hermosillo)
- Museo de la Lucha Obrera (Cananea)

## Tamaulipas
- Museo Regional de Historia de Tamaulipas (Ciudad Victoria)
- Museo del Agrarismo Mexicano (Matamoros)

## Tabasco
- Museo de Historia de Tabasco (Villahermosa)
- Museo Regional de Antropología Carlos Pellicer Cámara (Villahermosa)
- Parque Museo de la Venta (Villahermosa)

## Tlaxcala
- Museo de Artes y Tradiciones Populares en Tlaxcala (Tlaxcala)
- Museo de la Memoria en Tlaxcala (Tlaxcala)
- Museo Regional INAH Tlaxcala (Tlaxcala)
- Museo Taurino (Huamantla)

## Veracruz
- Museo de Antropología de Xalapa (Xalapa)

## Yucatán
- Ecomuseo del Cacao (Ticul)
- Gran Museo del Mundo Maya (Mérida)
- Museo de Arte Contemporáneo Ateneo de Yucatán (Mérida)
- Museo de la Zona Arqueológica de Chichén Itzá (Chichén Itzá)
- Museo de la Zona Arqueológica de Uxmal (Uxmal)

## Zacatecas
- Museo Regional de Guadalupe (Guadalupe)
- Museo de Arte Abstracto Manuel Felguérez (Zacatecas)